# 연결 효소
연결효소(連結酵素, 영어: ligase)는 생화학에서 새로운 화학 결합을 형성하여 두 개의 큰 분자를 연결하는 반응을 촉매하는 효소이다. 라이게이스, 리게이스라고도 불리며, 합성효소(合成酵素, 영어: synthetase)는 연결효소에 대한 일반 명칭이다. 연결효소에 의한 반응은 일반적으로 더 큰 분자 중 하나에 있는 작은 펜던트 화학 그룹의 가수분해 또는 두 화합물의 연결을 촉매하는 효소(예: C-O, C-S, C-N 등의 연결을 촉매하는 효소)를 통해 이루어진다. 일반적으로 연결효소는 다음과 같은 반응을 촉매한다.
Ab + C → A–C + b
또는 때때로 다음과 같은 반응을 촉매한다.
Ab + cD → A–D + b + c + d + e + f
여기서 소문자는 작은 종속 그룹을 의미할 수 있다. 연결효소는 두 개의 상보적인 핵산 단편을 연결하고 복제 중에 이중 가닥 DNA에서 일어나는 단일 가닥의 손상을 복구할 수 있다.

## 명명법
연결효소의 일반명은 DNA 절편을 결합시키기 위해 분자생물학 실험실에서 일반적으로 사용되는 효소인 DNA 연결효소와 같은 "연결효소"라는 단어를 포함한다. 연결효소의 다른 일반명으로는 합성효소가 있는데, 이는 새로운 분자를 합성하는 데 사용되기 때문이다.
생화학 명명법에서는 때때로 합성효소(영어: synthetase)와 생성효소(영어: synthase)를 구별하지만, 이들을 동의어로 취급하기도 한다. 한 정의에 따르면 생성효소는 뉴클레오사이드 삼인산(예: ATP, GTP, CTP, TTP, UTP 등)의 에너지를 사용하지 않는 반면, 합성효소는 뉴클레오사이드 삼인산의 에너지를 사용한다. 또한 생성효소는 분해효소(분해효소는 가수분해 및 산화 이외의 수단에 의해 다양한 화학 결합의 파괴를 촉매하는 효소로, 보통 새로운 이중 결합 또는 새로운 고리 구조를 형성한다)이며 에너지를 필요로 하지 않는 반면, 합성효소는 연결효소(연결효소는 두 가지 화학 물질 또는 화합물을 결합하는 효소이다)이며 에너지를 필요로 한다. 그러나 국제 순수·응용 화학 연합(IUPAC)과 국제 생화학·분자생물학 연합(IUBMB)의 생화학 명명법에 관한 공동 위원회(JCBN, Joint Commission on Biochemical Nomenclature)에 따르면 생성효소는 합성을 촉매하는 모든 효소(뉴클레오사이드 삼인산의 사용 여부에 관계없이)에 사용할 수 있는 반면, 합성효소는 연결효소와 동의어로 사용되는 것이라고 명시하고 있다.

## 분류
연결효소는 효소의 EC 번호 분류에서 EC 6으로 분류된다. 연결효소는 다음과 같이 6가지 하위 부류로 분류될 수 있다.
- EC 6.1은 탄소-산소 결합을 형성하는 데 사용되는 연결효소들이다.
- EC 6.2는 탄소-황 결합을 형성하는 데 사용되는 연결효소들이다.
- EC 6.3은 탄소-질소 결합을 형성하는 데 사용되는 연결효소들이다. (아르기니노석신산 생성효소 포함)
- EC 6.4는 탄소-탄소 결합을 형성하는 데 사용되는 연결효소들이다.
- EC 6.5는 인산 에스터 결합을 형성하는 데 사용되는 연결효소들이다.
- EC 6.6은 킬레이테이스에서와 같이 질소-금속 결합을 형성하는 데 사용되는 연결효소들이다.

## 막 결합 연결효소
일부 연결효소는 외재성 막 단백질로 생체막에 결합되거나 단일 막관통 나선을 통해 고정(예: 특정 유비퀴틴 연결효소 관련 단백질)된다.

## 어원
연결효소(ligase)라는 단어는 "lig-" (라틴어 동사 "ligāre", "연결하다" 또는 "함께 연결하다") + "-ase" (효소를 의미함)를 조합하여 "결합효소"라고 명명되었다.

## 같이 보기
- 산화환원효소 (EC 1)
- 전이효소 (EC 2)
- 가수분해효소 (EC 3)
- 분해효소 (EC 4)
- 이성질화효소 (EC 5)
- DNA 연결효소
- 핵산가수분해효소
- 단백질가수분해효소